# Move Shake Drop
«Move Shake Drop» — песня американского диджея DJ Laz, выпущенная в качестве первого сингла с его студийного альбома 2008 года, Category 6. В нём приняли участие Flo Rida, Casely и Питбуль. Трек написали Diaz Brothers, в соавторстве с DJ Laz и Питбулем.

## Производство
В песне присутствует хук, исполненный на синтезаторе из трека Бенни Бенасси «Satisfaction», который является основой песни.

## Появление в чарте
«Move Shake Drop» стала первой песней для DJ Laz, которая появилась в US Billboard Hot 100, войдя в чарт под номером 86 и достигнув пика на 56, проведя 5 недель в чарте. В чартах US Latin Songs и Rhythmic Top 40 песня достигла 49 и 40 строки соответственно; она также провела двенадцать недель в сейчас уже закрывшимся чарте US Pop 100, войдя под 97 номером и достигнув пика на 42.

## Чарты
| Чарт (2008)                     | Наивысшая позиция |
| ------------------------------- | ----------------- |
| США (Billboard Hot 100)         | 56                |
| США (Billboard Hot Latin Songs) | 49                |
| US Pop 100 (Billboard)          | 42                |
| US Rhythmic Top 40 (Billboard)  | 40                |

## История релиза
| Страна | Дата           | Формат                      | Лейбл                         |
| ------ | -------------- | --------------------------- | ----------------------------- |
| США    | 15 апреля 2008 | Цифровая дистрибуция        | VIP Records                   |
| США    | 3 июня 2008    | Rhythmic contemporary radio | VIP Records, Republic Records |